# Потомак Хајтс (Мериленд)
Потомак Хајтс (енгл. Potomac Heights) насељено је место без административног статуса у америчкој савезној држави Мериленд.

## Демографија
По попису из 2010. године број становника је 1.117, што је 37 (-3,2%) становника мање него 2000. године.
| Група             | 2000.         | 2010.         |
| Белци             | 1.065 (92,3%) | 1.015 (90,9%) |
| Афроамериканци    | 64 (5,5%)     | 50 (4,5%)     |
| Азијати           | 0 (0,0%)      | 3 (0,3%)      |
| Хиспаноамериканци | 11 (1,0%)     | 16 (1,4%)     |
| Укупно            | 1.154         | 1.117         |